# Македония за македонците
„Македония за македонците“ или „Македония на македонците“ е революционен девиз, използван в националноосвободителните борби на българите в Македония. Популяризирането на фразата принадлежи на британския политически и държавен деец Уилям Гладстон. През 1897 г. в писмо до секретаря на Байроновото дружество – Френсис Стивънсън, Гладстон пуска в обращение девиза „Македония за македонците“ и така тази максима получава широка известност.
В предговор към брошурата „Македонският въпрос“, включваща писмото, Стивънсън от своя страна пише, че Гладстон използва „македонци“ като колективно име на разнообразното население на областта. Гладстоновата идея е, че това население, подложено на всевъзможен натиск, включително от „въоръжени пропаганди“, да бъде оставено свободно да се самоопредели и да получи автономия. Това собствено е и искането на българския етнически елемент в областта и на неговата Вътрешна македоно-одринска революционна организация (ВМОРО).
Въпреки намеренията си, организацията не успява да убеди, с малки изключения, инородното население в Македония и международната общественост в намеренията си. Британският консул в Скопие Рафаел Фонтана пише в писмо до английския консул в Солун Алфред Билиоти следното:
| „ | Те работят за генерално българско въстание, и подготвят да посрещнат клане, за да постигнат края на виждането им за „Македония за македонците“, означаващо без съмнение „Македония на българите“. | “ |

В 1898 година историкът Уилям Милър пише:
| „ | Напоследък бе предложено друго решение на Македонския въпрос. Европа, твърди то, е отстъпила България на българите и Сърбия на сърбите, защо да не даде Македония на македонците – или като автономна провинция на Турция, или като независима балканска държава? Това решение, макар и да получи високо одобрение от господин Гладстон, чийто услуги никога няма да бъдат забравени от балканските народи, изглежда, по скромното ми мнение, невъзможно. Няма паралел между случая на Македония и случаите на Сърбия и България. Няма македонска националност; цялата трудност в тази страна е, че тя е смес от враждуващи националности, които нямат нищо общо помежду си, с изключение може би на тяхното недоволство от съществуващия режим. Нито от друга страна някоя от македонските националности е достатъчно силна, за да подчини всики други, а федерация би била непрактична. | “ |

## Българска гледна точка
Още в 1880 година Екзарх Йосиф предава на Уилям Гладстоун молби от българските църковни диоцези в Солун, Воден, Лерин, Битоля, Охрид, Дебър, Скопие, Велес, Струмица, Кукуш, Драма и Неврокоп с искания за автономия на Македония и религиозна свобода на основата на чл.25 от Берлинския договор.
Най-подробно целите на девиза „Македония на македонците“ са разяснени в излизащия в София вестник „Право“, неофициален орган на ЦК на ВМОРО. В началото на юни 1902 г. там е публикувана статията „Политически сепаратизъм“, в която е направено ясно разграничение от национален сепаратизъм и е формулирана основната му компромисна цел: запазвание „на българското племе цяло, макар и разделено политически!“.
| „ | Начело на нашия вестник стои девизът на знаменития английски държавен мъж Гладстон: „Македония за македонците“... От дълги години насам и терминът „автономия за Македония“ се носи от уста на уста. Това ново положение крие една политическа доктрина неясно формулирана чрез принципите на автономията... Тая нова доктрина е „политическият сепаратизъм“, за който и ще говорим в долните редове... Изхождайки от това гледище и уверени, че мнозинството от християнското население в Македония е българско, ний отхвърляме от себе си и най-малкото натякване за някакъв „национален сепаратизъм“... Обаче като българско, това население желае да получи своята свобода, организирано политически в една автономна област, разделена от Българското княжество... Има едно съществено и важно последствие от тая доктрина и то е: запазвание на българското племе цяло, неразделно и свързано със своята духовна култура, макар и разделено политически. | “ |

В уводната статия на вестник „Революционен лист“ от 2 юни 1905 година се чете:
| „ | ..съобразно с местните условия и външното международно положение на страната още от самото начало строго определиха пътя на Организацията. Тя трябваше да си постави за цел политическа автономия, при която всички народности в страната биха били равноправни. И тя избра за свой девиз принципа, изказан от Гладстона, „Македония за македонците“. | “ |

Имигранти в САЩ и Канада от Македония основават през 1922 година във Форт Уейн, Индиана Македонска патриотична организация. Основателите на МПО в стремежа си към свободна и независима Македония приемат и лозунга „Македония за македонците“. Употребата на понятията „македонци“ и „македонски емигранти“ се отнася тогава еднакво към всички етнически групи в Македония – българи, власи, турци, албанци, гърци и други.

## Гръцка гледна точка
Гръцкият андартски капитан и ренегат от ВМОРО Павел Киров представя различните движения в македонското освободително дело така: 
| „ | [Гоце] Делчев дойде в Кономлади и каза: Гръцките свещеници и учители са пречка. Дойде време да играем игра за България. Ние всички сме българи. Трябва да работим за България... [Анастас] Янков, от друга страна, казваше на хората, „Македония на македонците“. Сарафов принадлежеше на българската партия. Сандански беше за македонците. Различията им бяха поради личностно съперничество. | “ |

Съвременни гръцки изследователи като Анастасия Каракасиду приемат, че:
| „ | Националните активисти в България наистина издигнали идеята за автономна Македония, въпреки поддържаната от тях теза за „Македония на македонците“, която представлявала само междинна фаза към постепенното инкорпориране на региона към България. | “ |